# Houeillès
 Houeillès  là một xã thuộc tỉnh Lot-et-Garonne trong vùng Nouvelle-Aquitaine phía tây nam nước Pháp. Xã này nằm ở khu vực có độ cao từ 97-153 mét trên mực nước biển.